# Perpetuum Jazzile
Perpetuum Jazzile je slovinská hudební skupina. Založil ji v roce 1983 Marko Tiran pod názvem Gaudeamus Chamber Choir. Od roku 2001 byl jejím vůdcem Tomaž Kozlevčar, kterého o deset let později nahradil Peter Karlsson. Zpěváci zpívají a cappella, ale občas je doprovází rozhlasový a televizní big band. V roce 2009 skupina nahrála coververzi písně „Africa“ americké skupiny Toto. K listopadu 2015 mělo video na serveru YouTube více než 18 000 000 zhlédnutí. Skupina rovněž vydala řadu alb.